# Chesiadodes curvata
Chesiadodes curvata là một loài bướm đêm trong họ Geometridae.